# Torrecilla de Alcañiz
Torrecilla de Alcañiz est une commune d’Espagne, dans la province de Teruel, communauté autonome d'Aragon comarque de Bajo Aragón.